# 元石镇 (什邡市)
元石镇，是中华人民共和国四川省德阳市什邡市曾经下辖的一个镇。2019年12月，撤销元石镇，将其所属行政区域划归皂角街道管辖。

## 行政区划
元石镇撤销前下辖以下地区：
城西社区、南桥社区、花桥村、箭台村、广福村、青灵村和桂泉村。